# Завтрак на траве (фильм, 1959)
«Завтрак на траве» (фр. Le Déjeuner sur l'herbe) — французский кинофильм режиссёра Жана Ренуара. Вышел на экраны в 1959 году.

## Сюжет
Профессор Этьен Алексис — увлечённый биолог, апостол искусственного оплодотворения, посредством которого он хочет улучшить человеческую расу. Проект договорного брака с ответственной немкой из молодёжного движения должен дать мощный толчок его кандидатуре на пост президента Европы. Однако во время пикника в сельской местности он встречает Ненетту, деревенскую девушку, которая предоставляет себя в его распоряжение для экспериментов, поскольку её как раз мужчины не особо интересуют. Идиллический пейзаж и природное обаяние молодой крестьянки заставляют Этьена забыть о своём проекте и вернуться к естественному методу.

## Критика
Фильм называли в десятке лучших фильмов года Эндрю Саррис, Жан-Люк Годар, Жак Риветт и Франсуа Трюффо.

## В ролях
- Поль Мёрис — Этьен Алексис, известный биолог
- Катрин Рувель — Антуанетта по прозвищу Нинетта
- Жаклин Моран[фр.] — Титина
- Фернан Сарду — Нино, отец Ненетты
- Жан-Пьер Гранваль — Риту́
- Элен Дюк — Изабель, секретарша биолога
- Ингрид Нордин — графиня Мария-Шарлотта

и др.